# سیارک ۱۹۸۷۲
سیارک ۱۹۸۷۲ (به انگلیسی: 19872 Chendonghua، نامگذاری:6097P-L) نوزده هزار و هشتصد و هفتاد و دومین سیارک کشف شده‌است که در ۲۴ سپتامبر ۱۹۶۰ کشف شد.